# The Marshall Suite
The Marshall Suite — двадцать первый студийный альбом британской рок-группы The Fall, выпущенный 19 апреля 1999 года записывающей компанией Artful Records

## Об альбоме
The Marshall Suite начал записываться вскоре после скандального происшествия в ходе американского тура, когда Смит инициировал на сцене потасовку с участниками собственной группы, а после драки с подругой, Джулией Нейгл, был арестован. Все музыканты покинули коллектив, кроме Нейгл, которая осталась в США и помогла Смиту реформировать The Fall в новом составе.
В ходе студийной работы новый состав группы продолжал формироваться; перед самым её началом сменился ударник, в сессиях участвовали два бас-гитариста. Во многом альбом оказался составленным наспех: один его трек «On My Own» — переработка песни «Everybody But Myself» из предыдущего альбома; тут представлены три кавера, два звуковых коллажа и «The Crying Marshal» — выполненный продюсером Стивеном Хичкоком ремикс записи, сделанной Смитом вместе с The Filthy Three («Real Life of the Crying Marshal»).
Альбом записывался в лондонской Battery Studios в конце 1998 — начале 1999 года с продюсером Стивом Хичкоком, выступившим и в качестве аранжировщика струнных. Сопродюсером выступил здесь Марк Э. Смит. Материал альбома, возникшего на основе «песенной трилогии» по мотивам романа Томаса Харди «Мэр Кэстербриджа», был сформирован в «квазиклассическом» формате — так, что, согласно заголовку, предполагалась возможность рассматривать его как сюиту, три части которой представляют собой эпизоды из жизни персонажа по имени Crying Marshall. В начале 1999 года Смит представил аудитории новый материал в Эштоне и Уайтфилде. Одна из кавер-версий, включённая в альбом, «F-oldin' Money» Томми Блэйка, была выпущена синглом.
Диск вышел также в формате двойного альбома — последний был выпущен ограниченным тиражом и оказался «трёхсторонним»; последняя, четвёртая сторона была oставлена незаполненной.

В ходе работы над альбомом у лидера группы вновь наметился конфликт с коллегами. Сам он позже об этом говорил так: 
Я рассматривал Levitate как новый старт. Это отчасти явилось камнем преткновения. Наверное музыканты почувствовали, что происходит. Они поговаривали даже о забастовке в том случае, если будет использован DAT-плеер… Я то думал это уже позади, — когда парни с пивными животами, что бы ты ни сделал превращают в трек Sex Pistols…Марк Э. Смит. The Wire

### Отзывы критики
В целом критика отметила — как сходство альбома с Levitate, так и наличие в аранжировках элементов почти традиционного рок-н-ролла. Как писал Trouser Press, с появлением Джулии Нейгл (и уходом Брикс) группа перешла в «экспериментальную область drum-and-bass/techno, не изменив своему фирменному звучанию».

## Список композиций
1. «Touch Sensitive» (Nagle, Smith) — 3:16
2. «F-'Oldin' Money» (Tommy Blake) — 2:45
3. «Shake-Off» (Tom Head, Hitchcock, Nagle, Karen Leatham, Smith) — 3:03
4. «Bound» (Smith, Wilson Brothers) — 3:19
5. «This Perfect Day» (Chris Bailey, Ed Kuepper) — 2:10
6. «(Jung Nev’s) Antidotes» (Wilding, Hitchcock, Smith) — 3:27
7. «Inevitable» (Head, Leatham, Nagle, Smith) — 3:51
8. «Anecdotes+Antidotes in B#» (Nagle, Smith) — 2:59
9. «Early Life of Crying Marshal» (Hitchcock) — 0:50
10. «Crying Marshal» (Hitchcock, Smith, others) — 4:39
11. «Birthday Song» (Nagle, Smith) — 3:38
12. «Mad. Men-Eng, Dog» (Spencer Marsden, Nagle, Smith) — 2:18
13. «On My Own» (Nagle, Smith, Wolstencroft) — 3:12
14. «Tom Raggazzi (Finale)» (Head, Nagle, Smith) — 2:12